# Gädd-Mjösjön
Gädd-Mjösjön är en sjö i Vindelns kommun i Västerbotten och ingår i Umeälvens huvudavrinningsområde. Sjön har en area på 0,277 kvadratkilometer och ligger 232,1 meter över havet.

## Delavrinningsområde
Gädd-Mjösjön ingår i det delavrinningsområde (714699-168624) som SMHI kallar för Mynnar i Hjuksån. Medelhöjden är 233 meter över havet och ytan är 4,44 kvadratkilometer. Räknas de 4 avrinningsområdena uppströms in blir den ackumulerade arean 77,4 kvadratkilometer. Mjösjöån som avvattnar avrinningsområdet har biflödesordning 4, vilket innebär att vattnet flödar genom totalt 4 vattendrag innan det når havet efter 113 kilometer. Avrinningsområdet består mestadels av skog (88 procent). Avrinningsområdet har 0,32 kvadratkilometer vattenytor vilket ger det en sjöprocent på 7,3 procent.